# 2-skala
2-skalan är en skala inom modellbygge, och då särskilt beträffande modelljärnvägar, vilken har förhållandet 1:22,5.  

## Bilder

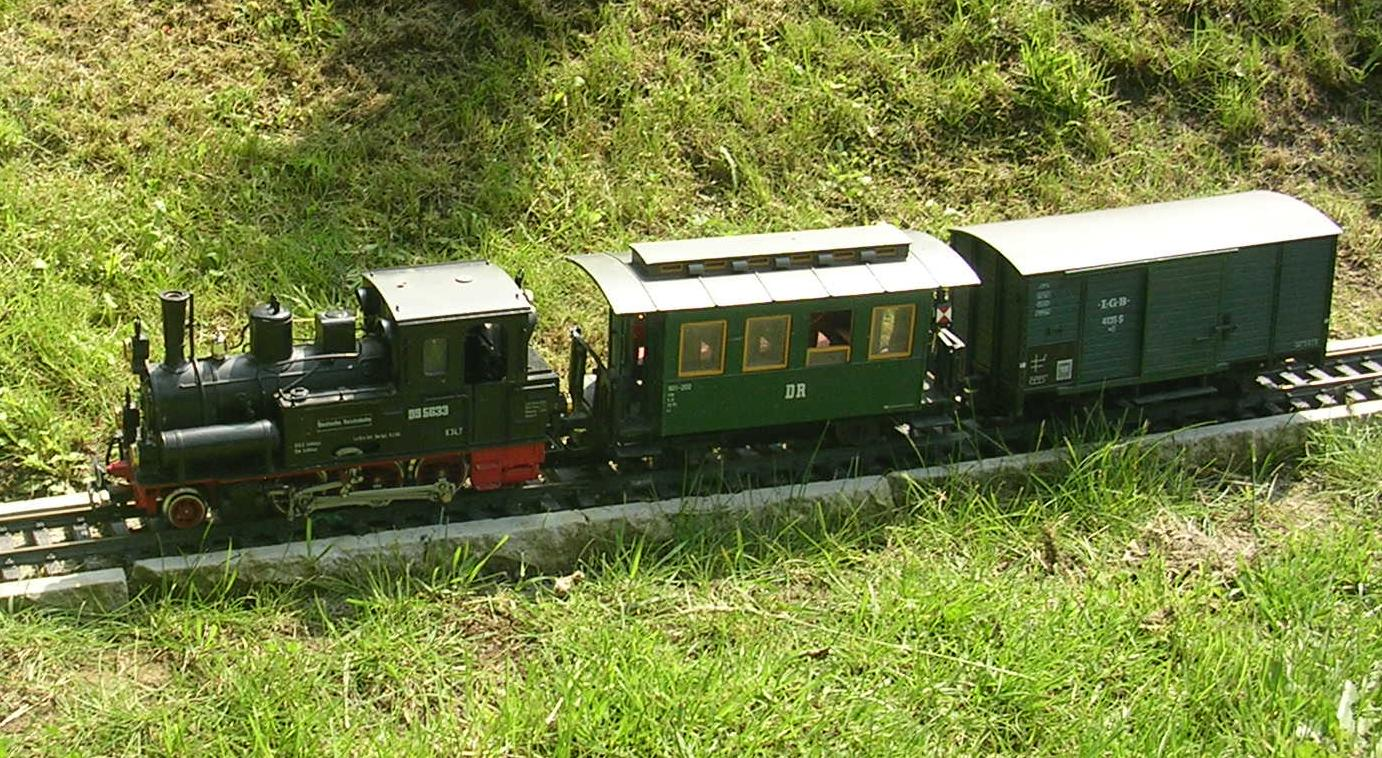
Modelljärnväg i 2m spåra (Kleine Sächsische Schweiz)
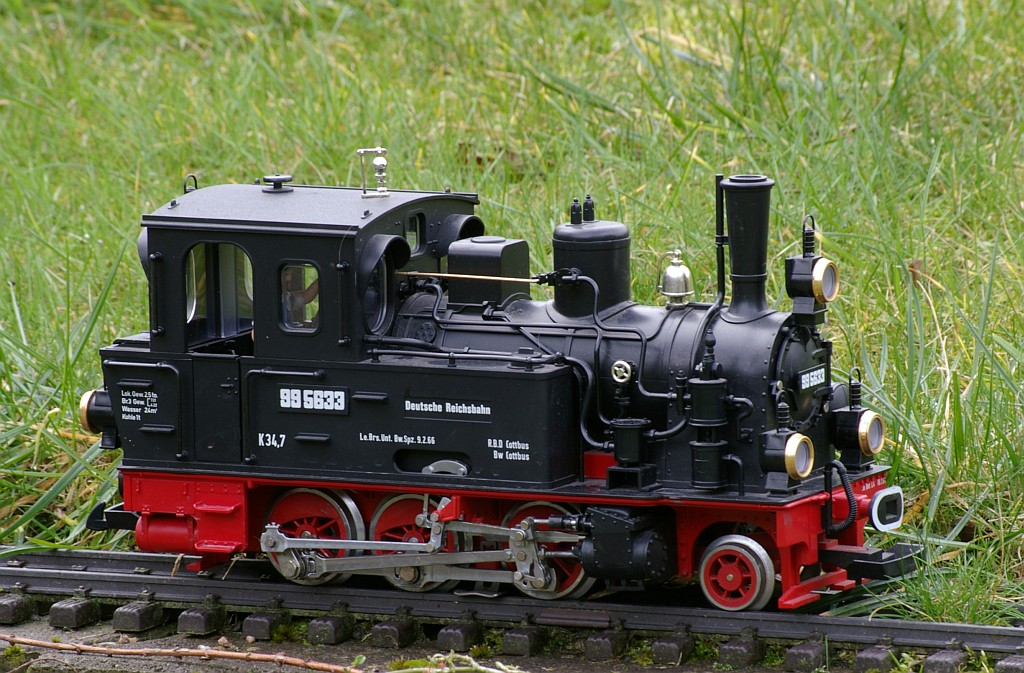
Modelljärnväg i 2m spåra (Spreewald, LGB)
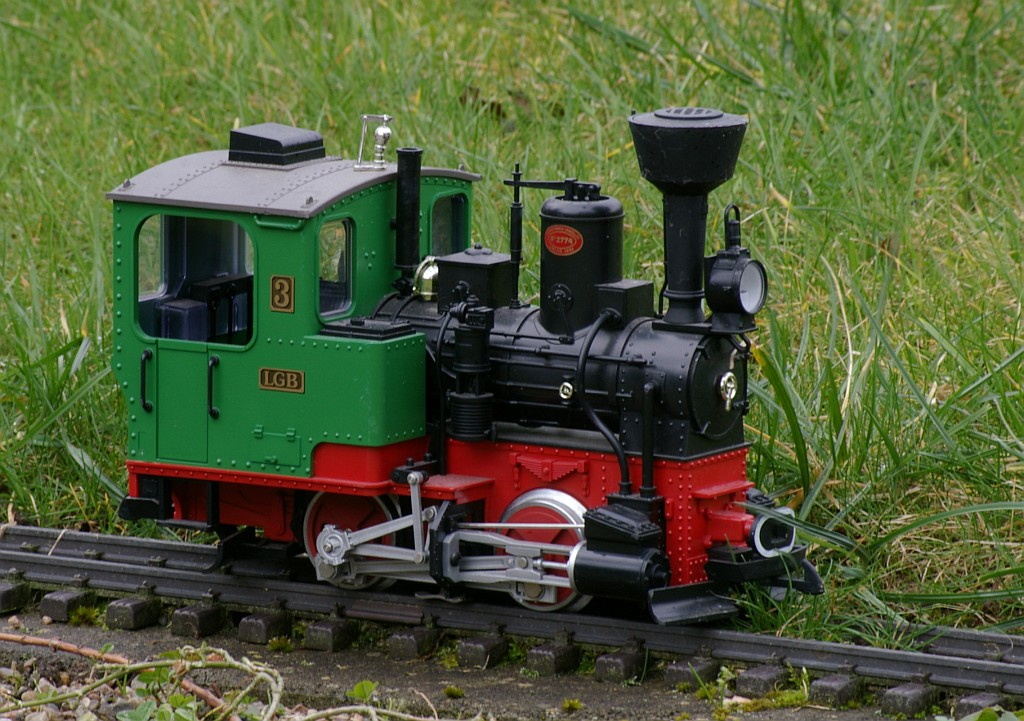
Modelljärnväg i 2m spåra (Stainz, LGB)
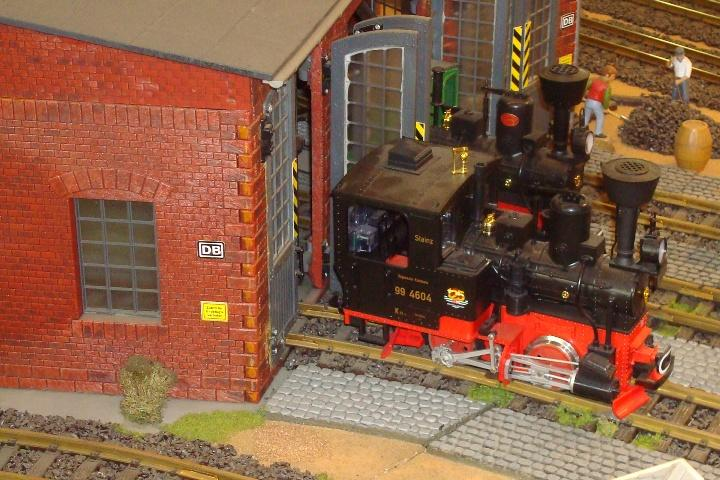
Modelljärnväg i 2m spåra (Stainz, LGB)
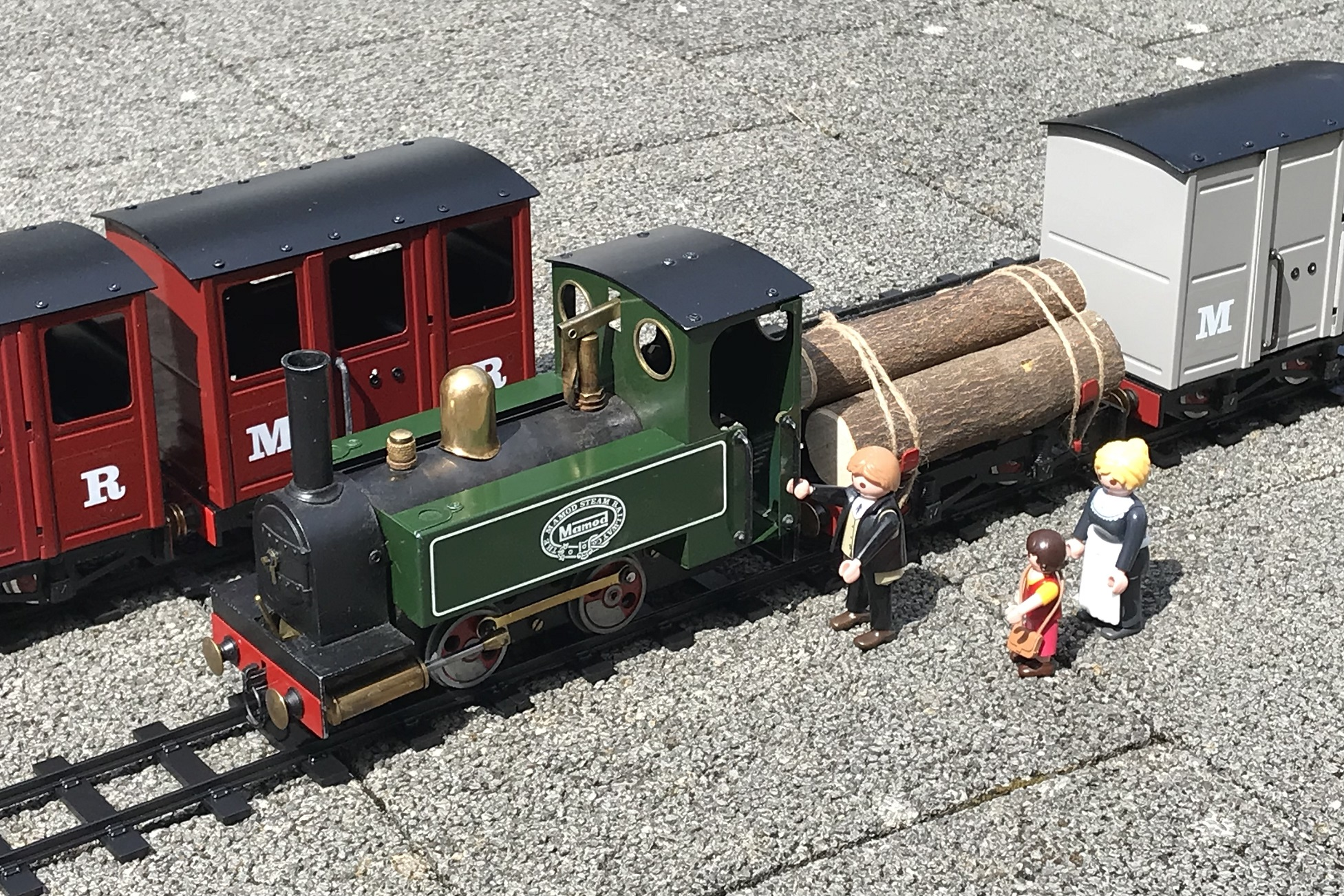
Mamod levande ångtåg i skala 2e, (Mamod, 16 mm gauge)
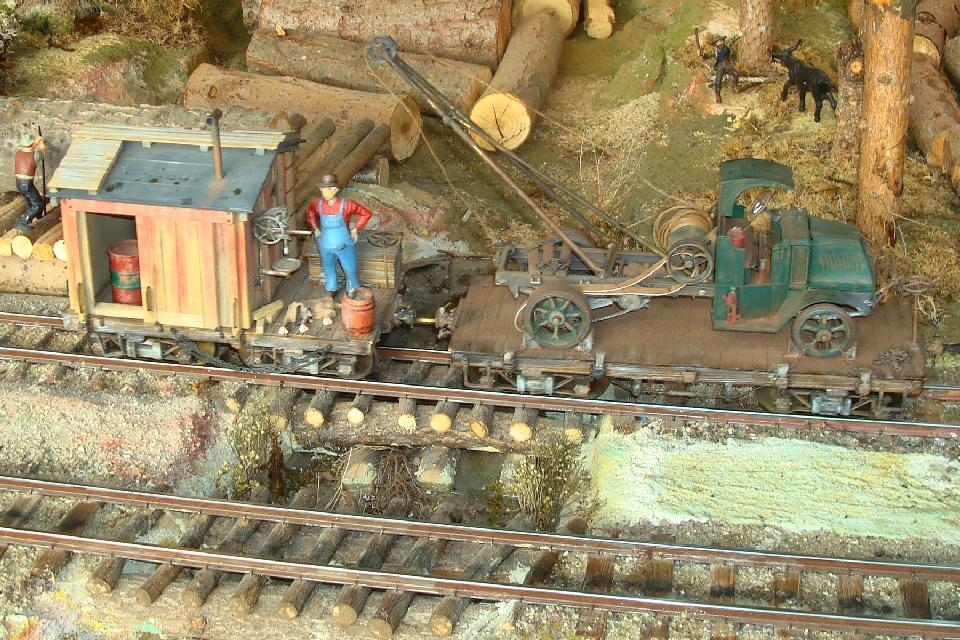
Modelljärnväg i skala 2 (Fn3 gauge)
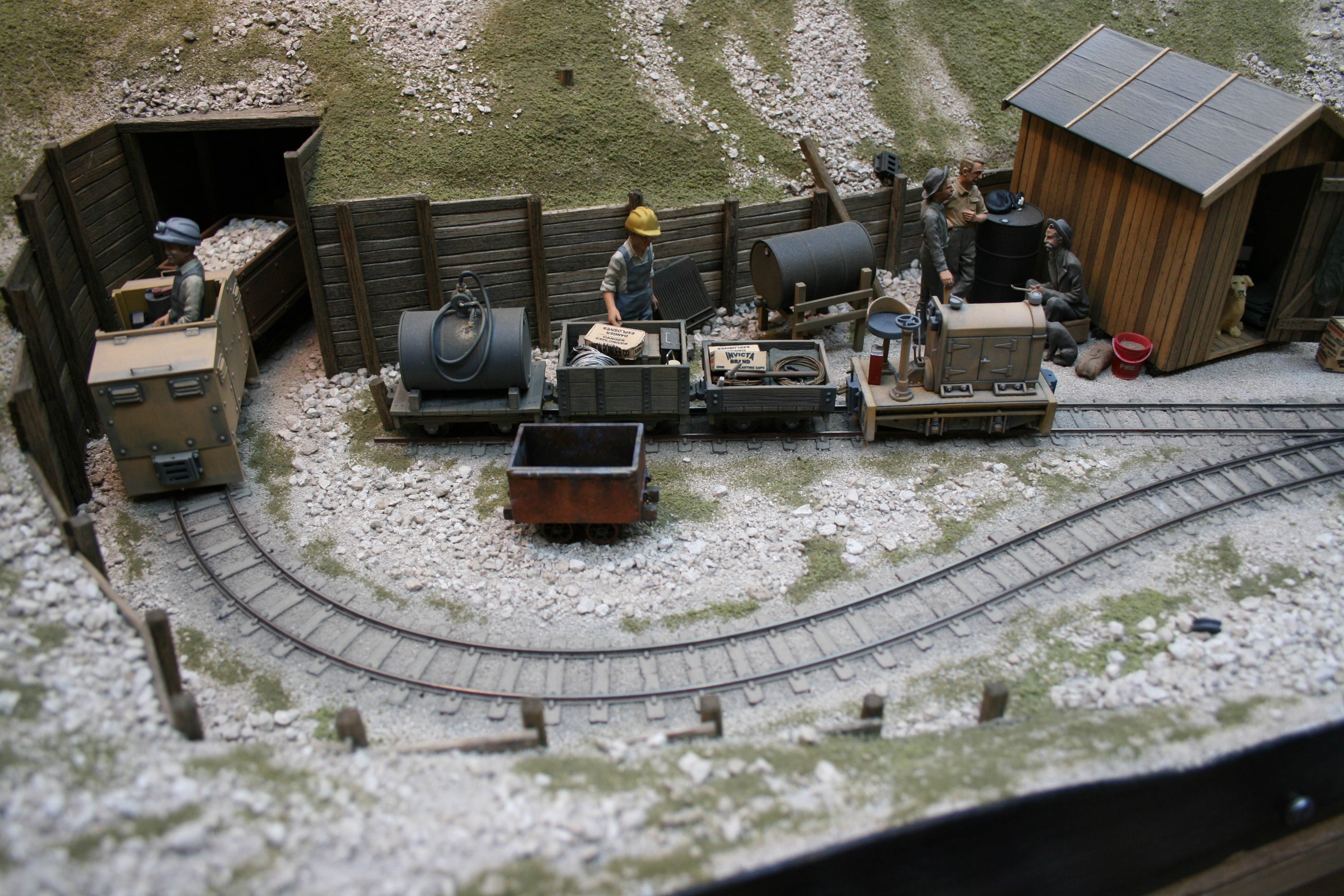
Modelljärnväg i skala 2 (Gn15 gauge)